# 4705 Secchi
4705 Secchi è un asteroide della fascia principale. Scoperto nel 1988, presenta un'orbita caratterizzata da un semiasse maggiore pari a 2,3310174 au e da un'eccentricità di 0,1264845, inclinata di 8,63250° rispetto all'eclittica.
L'asteroide è dedicato all'astronomo italiano Angelo Secchi.